# Eisschnelllaufbahn
Eine Eisschnelllaufbahn (oder Eisschnelllaufhalle, Eisoval) ist eine Eisbahn (Sportstätte) auf der Eisschnelllaufwettkämpfe durchgeführt werden können.

## Die Bahn
Eine Standard Eisschnelllaufbahn, ist definiert durch die Regeln der Internationalen Eislaufunion (ISU). Sie besteht aus einer Laufbahn die in zwei Spuren unterteilt ist, mit zwei Kurven von 180°. Der Radius der Innenkurve darf nicht kleiner als 25 Meter und nicht größer als 26 Meter betragen. Die Innenspur muss vier Meter betragen. Die Außenspur darf größer aber nicht kleiner als vier Meter sein. Daraus ergeben sich die Radien für die Außenkurve von maximal 30 und minimal 29 Meter. Der Zielgerade gegenüberliegend befindet sich die Wechselgerade (Kreuzungsbereich) wo die Athleten, wenn sie aus der Kurve kommen, wechseln müssen.
Bei internationalen Wettkämpfen muss die Bahn 400 Meter lang sein, die mit einer Einlaufbahn (warm-up lane) ausgestattet ist, die mindestens vier Meter Breit ist. Für Olympische Spiele ist eine temperierte Halle mit Kunsteis zwingend vorgeschrieben.
Diese Vorgaben unterlagen nur geringen Veränderungen seit der Gründung der ISU im Jahr 1892.

### Vermessung

Die Maße einer Standard Eisschnelllaufbahn

Die Vermessung der Bahn erfolgt einen halben Meter neben der inneren Begrenzungslinie (In der Spur). Die Gesamtlänge der Bahn (eine Runde) ist die Distanz, die ein Wettkämpfer pro Runde zu laufen hat. Das umfasst zwei Geraden (die Querung der Wechselgerade verursacht einen ca. 7 cm längeren Weg), eine Innenkurve und eine Außenkurve. Die Begrenzungslinie ist eine im Eis eingebrachte 7 cm breite blaue Linie, die mit nicht fixierten roten Klötzchen ausgestattet ist.

### Weitere Bahntypen
Abweichend von den Standardbahnen können Bahnen auch andere Längen haben. 200 Meter, mit einem Radius der Innenkurve von 15 Metern und einer Gerade von mindestens 40 Meter, dürfen nicht unterschritten werden. Ein Beispiel für eine Nicht-Standardbahn ist die 333,3 Meter lange Ostragehege-Eisbahn in Dresden.

## Eisschnelllaufhallen
Diese Liste zeigt alle Eisschnelllaufhallen auf der Welt. Hallen, die ohne eine Klimaanlage (Heizung/Luftentfeuchter) konzipiert wurden, sind mit (kalt) gekennzeichnet.
| Ort              | Bahn                                        | Höhenlage (m) | Erbaut             | Mehrkampfpunkte | Mehrkampfpunkte | Mehrkampfpunkte | Olympische Spiele |
| Ort              | Bahn                                        | Höhenlage (m) | Erbaut             | Frauen          | Männer          | Gesamt          | Olympische Spiele |
| ---------------- | ------------------------------------------- | ------------- | ------------------ | --------------- | --------------- | --------------- | ----------------- |
| Minsk            | Minsk-Arena                                 | 209           | 2010               | 208,983         | 190,626         | 399,609         |                   |
| Calgary          | Olympic Oval                                | 1034          | Juli 1987          | 190,150         | 176,420         | 366,570         | 1988              |
| Fort St. John    | Pomeroy Sport Centre                        | 671           | 23. Dezember 2009  | NC              | NC              | NC              |                   |
| Richmond         | Richmond Olympic Oval                       | 4             | 17. Oktober 2008   | 196,335         | 180,686         | 377,021         | 2010              |
| Changchun        | Jilin Provincial Speed Skating Rink         | 210           | Dezember 2005      | 200,699         | 185,525         | 386,224         |                   |
| Harbin           | Heilongjiang Indoor Rink                    | 141           | 18. November 1995  | 201,428         | 185,247         | 386,675         |                   |
| Qiqihar          | Icerink Qiqihar (kalt)                      | 146           | 2007               | 206,009         | 195,025         | 401,034         |                   |
| Shenyang         | Bayi Speed Skating Oval                     | 48            | 1999               | 203,510         | 188,717         | 392,227         |                   |
| Ürümqi           | Xinjiang Ice Sport Centre                   | 1710          | 1. August 2015     |                 |                 |                 |                   |
| Berlin           | Eisschnelllaufhalle Berlin-Hohenschönhausen | 34            | 1985               | 194,959         | 180,217         | 375,176         |                   |
| Erfurt           | Gunda-Niemann-Stirnemann-Halle              | 214           | 5. November 2001   | 195,305         | 180,476         | 375,781         |                   |
| Inzell           | Max Aicher Arena                            | 691           | 2011               | 194,026         | 178,991         | 373,017         |                   |
| Turin            | Oval Lingotto                               | 233           | September 2005     | 196,903         | 180,691         | 377,594         | 2006              |
| Nagano           | M-Wave                                      | 342           | 1996               | 196,511         | 180,782         | 377,293         | 1998              |
| Obihiro          | Tokachi Oval                                | 79            | September 2009     | 200,484         | 184,750         | 385,234         |                   |
| Astana           | Eispalast Alau                              | 348           | 2011               | 195,614         | 179,943         | 375,557         |                   |
| Gangneung        | Gangneung Oval                              | 40            | 2017               |                 |                 |                 | 2018              |
| Seoul            | Taereung Ice Rink                           | 63            | 2000               | 201,734         | 185,930         | 387,664         |                   |
| Enschede         | IJsbaan Twente (kalt)                       | 27            | Oktober 2008       | 206,634         | 186,569         | 393,203         |                   |
| Groningen        | Kardinge (kalt)                             | 0             | 1993               | 203,168         | 185,829         | 388,997         |                   |
| Heerenveen       | Thialf                                      | 0,4           | 17. November 1986  | 193,396         | 178,622         | 372,018         |                   |
| Tilburg          | Ireen Wüst Ijsbaan (kalt)                   | 13            | 24. Oktober 2009   | 213,198         | 193,961         | 407,159         |                   |
| Bjugn            | FosenHallen (kalt)                          | 8             | 14. September 2007 | 208,023         | 190,747         | 398,770         |                   |
| Hamar            | Vikingskipet                                | 125           | 19. Dezember 1992  | 194,191         | 178,778         | 372,969         | 1994              |
| Stavanger        | Sørmarka Arena                              | 48            | Oktober 2010       | 206,230         | 185,348         | 391,578         |                   |
| Kolomna          | Kometa                                      | 120           | 31. Mai 2006       | 195,368         | 179,922         | 375,290         |                   |
| Moskau           | Eispalast Krylatskoje                       | 127           | Oktober 2004       | 195,597         | 180,776         | 376,373         |                   |
| Sankt Petersburg | Winter Stadion St. Petersburg               | 15            | 1981               | 213,091         | 196,802         | 409,893         |                   |
| Sotschi          | Adler Arena                                 | 5             | 2012               | 193,336         | 178,985         | 372,321         | 2014              |
| Tscheljabinsk    | Uralskaja Molnija                           | 222           | 10. März 2005      | 199,484         | 182,886         | 382,370         |                   |
| Göteborg         | Rudhallen (kalt)                            | 40            | 11. November 2002  | 210,839         | 193,327         | 404,166         |                   |
| Milwaukee        | Pettit National Ice Center                  | 216           | 1993               | 196,534         | 181,667         | 378,201         |                   |
| Salt Lake City   | Utah Olympic Oval                           | 1425          | Januar 2000        | 189,562         | 175,463         | 365,025         | 2002              |

Die Halle wird nicht mehr für den Eisschnelllauf benutzt
Die Halle befindet sich im Bau.
- NC – not completed – unvollständig

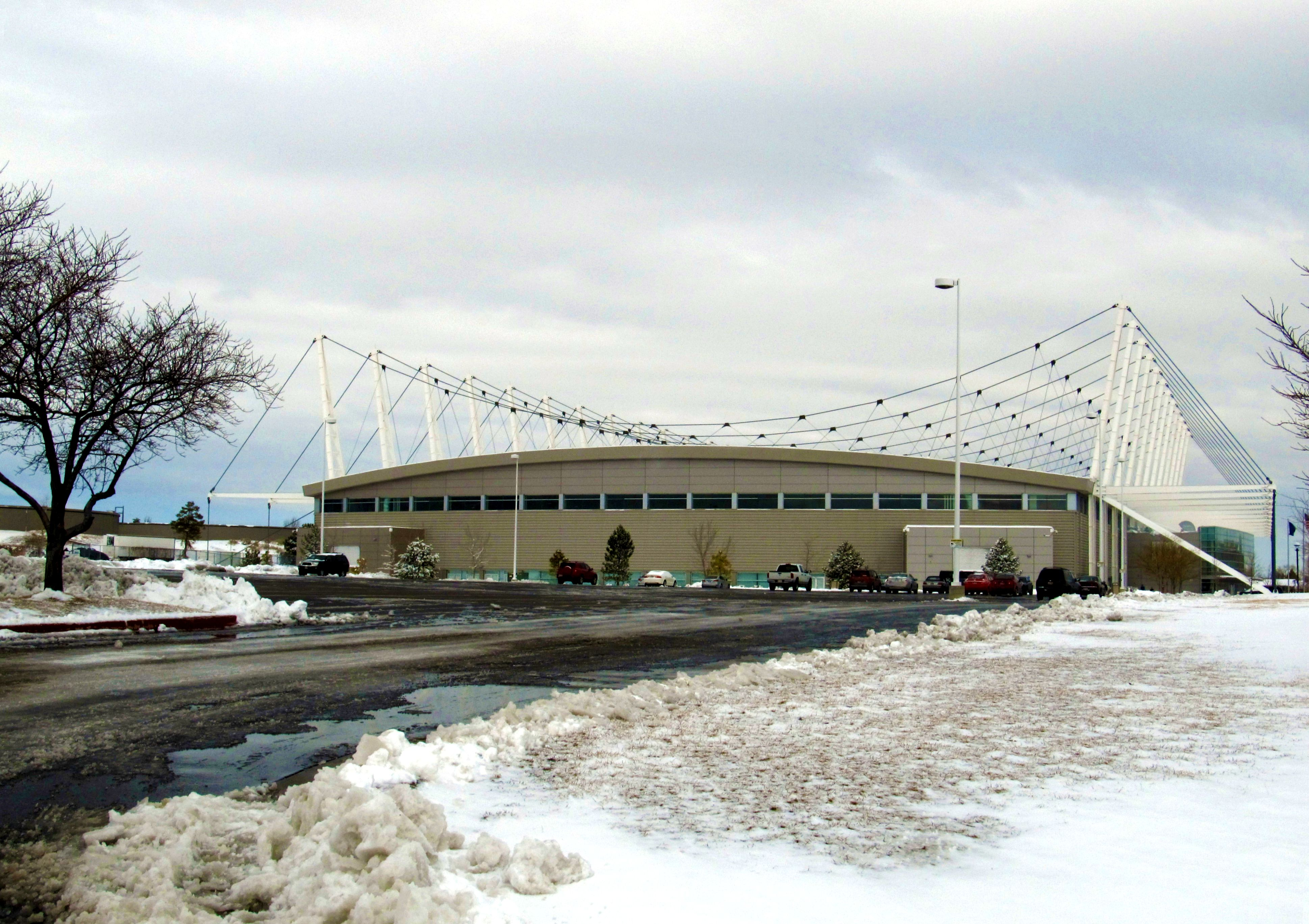
Utah Olympic Oval, Salt Lake City
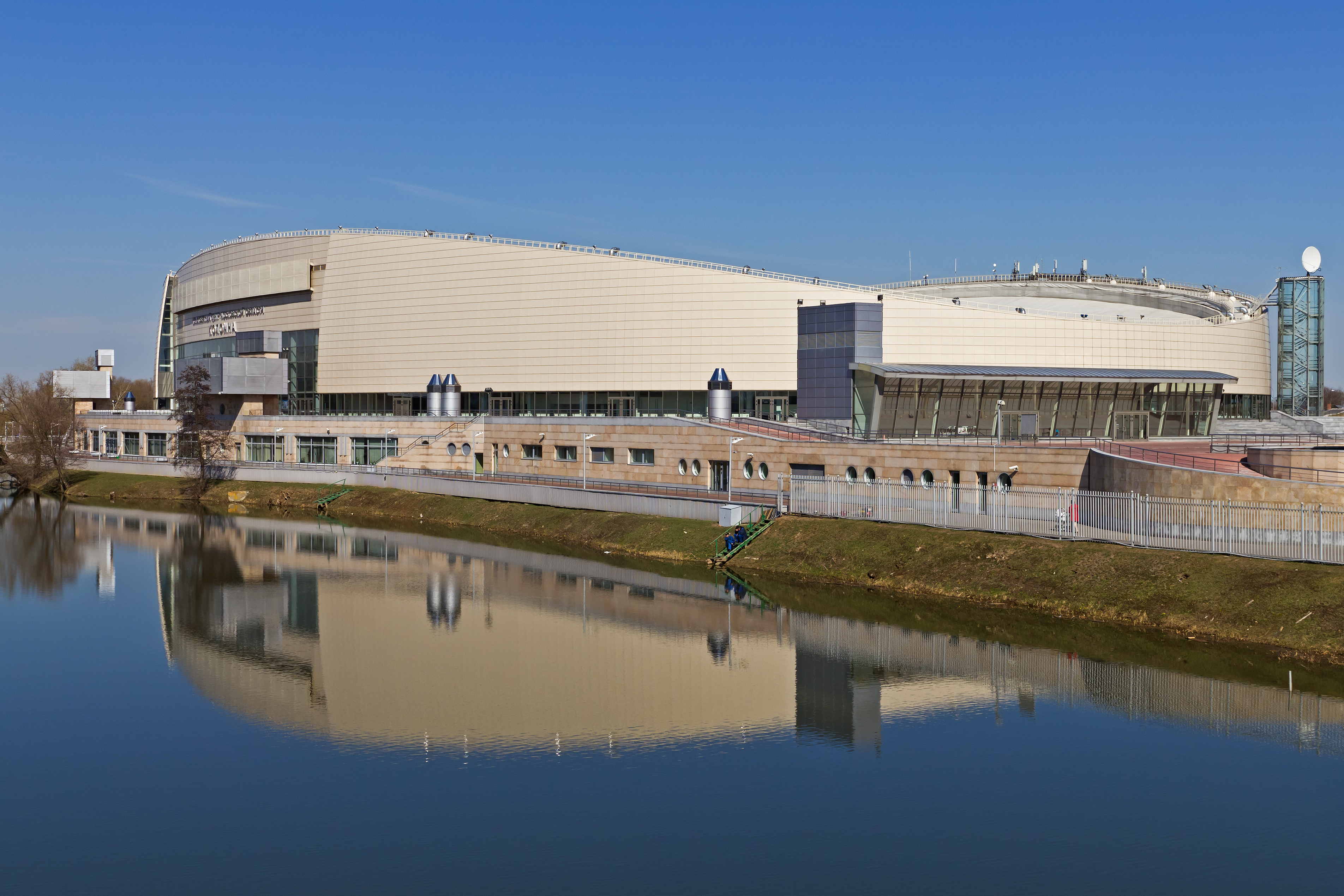
Kometa, Kolomna
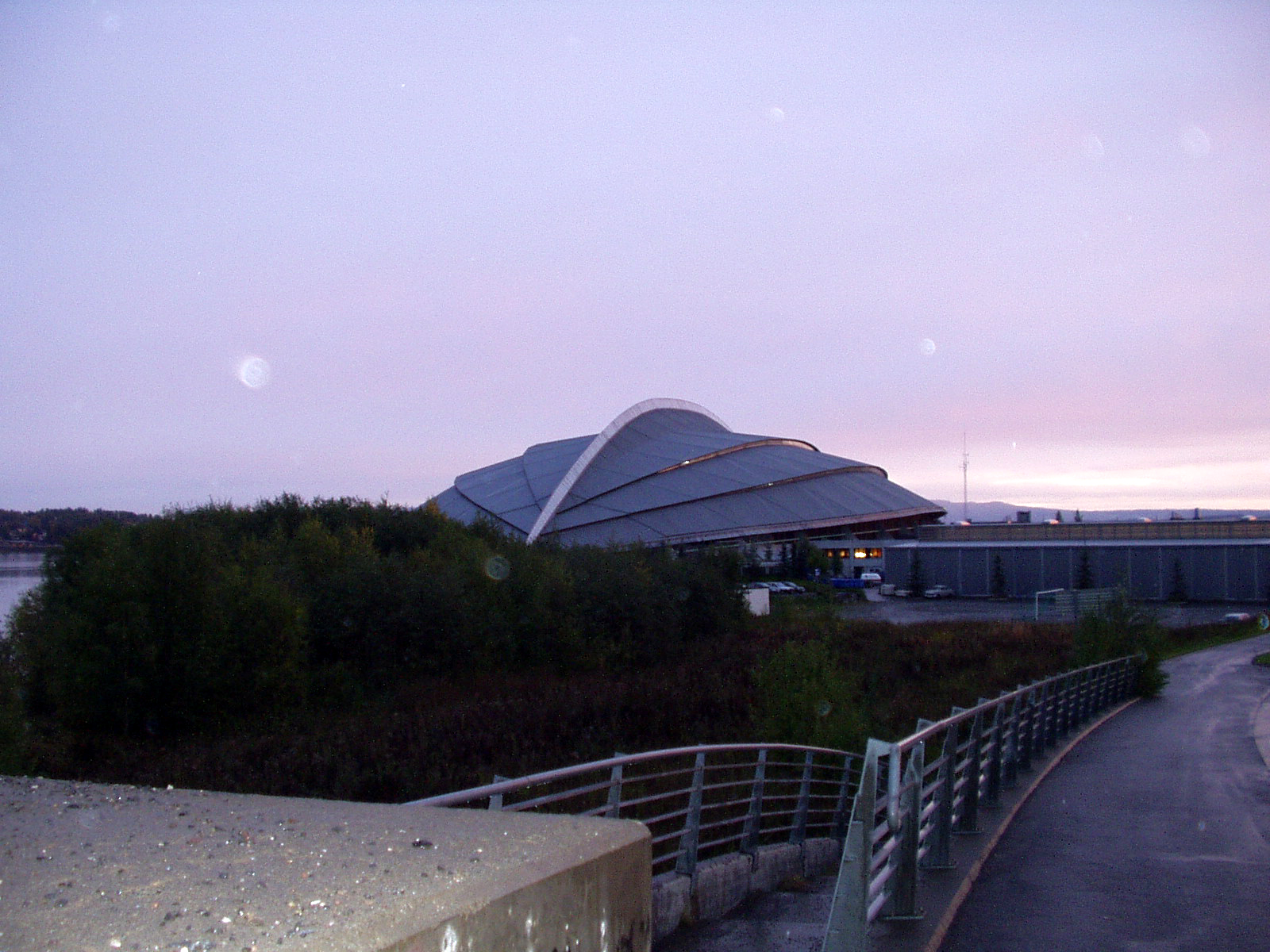
Vikingskipet, Hamar
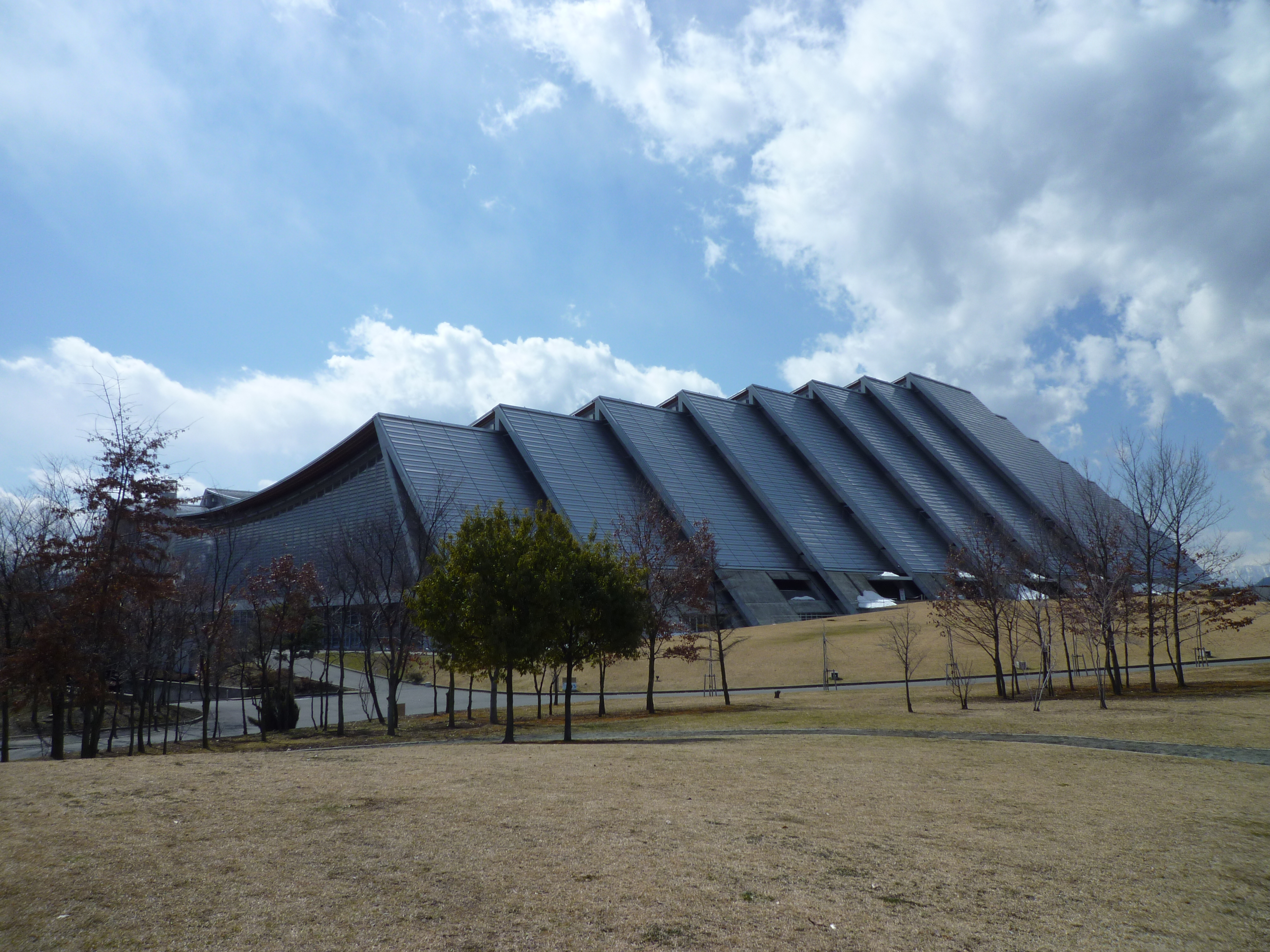
M-Wave, Nagano

## Halboffene Eisschnelllaufbahnen
Die vor allem in den Niederlanden verbreiteten halboffenen Eisschnelllaufbahnen sind Bahnen die Eine Überdachung der Zuschauerränge sowie der Wettkampfbahn haben. Die Kostengünstige Alternative zur Halle bittet Schutz vor Wind und Wetter. Tiefe Temperaturen als auch Regen und Schnee der schräg in die Halle hineinfällt beeinflusst weiterhin den Eisschnelllaufbetrieb wie es bei einer Freiluftbahn der Fall ist. Im Laufe der Zeit wurden einige Halboffene Bahnen im Innenbereich nachträglich überdacht. Sodass die Einteilung nach halboffen und Halle (kalt) wechseln kann.
| Ort       | Bahn                      | Höhenlage (m) | Erbaut            | Mehrkampfpunkte | Mehrkampfpunkte | Mehrkampfpunkte |
| Ort       | Bahn                      | Höhenlage (m) | Erbaut            | Frauen          | Männer          | Gesamt          |
| --------- | ------------------------- | ------------- | ----------------- | --------------- | --------------- | --------------- |
| Alkmaar   | De Meent                  | 0             | 2000              | 207,940         | 190,388         | 398,328         |
| Breda     | SpaarSelect Kunstijsbaan  | 5             | 30. November 2001 | 209,435         | 191,946         | 401,381         |
| Den Haag  | De Uithof                 | 6             | 1989              | 205,406         | 188,828         | 394,234         |
| Eindhoven | IJssportcentrum Eindhoven | 18            | 2000              | 207,842         | 190,169         | 398,011         |
| Hoorn     | De Westfries              | −3            | September 2006    | 205,882         | 188,622         | 394,504         |
| Assen     | De Bonte Wever            | 10            | 1993              | 205,948         | 187,877         | 393,825         |
| Deventer  | De Scheg                  | 8             | 1992              | 208,148         | 189,195         | 397,343         |
| Haarlem   | IJsbaan Kennemerland      | 2             | 1962              | 210,423         | 193,678         | 404,101         |
| Utrecht   | De Vechtsebanen           | 2             | 1997              | 206,278         | 189,570         | 395,848         |
| Kasan     | Kazanj-Raketa             | 76            | Januar 2002       | NC              | NC              | NC              |

- NC – not completed – unvollständig

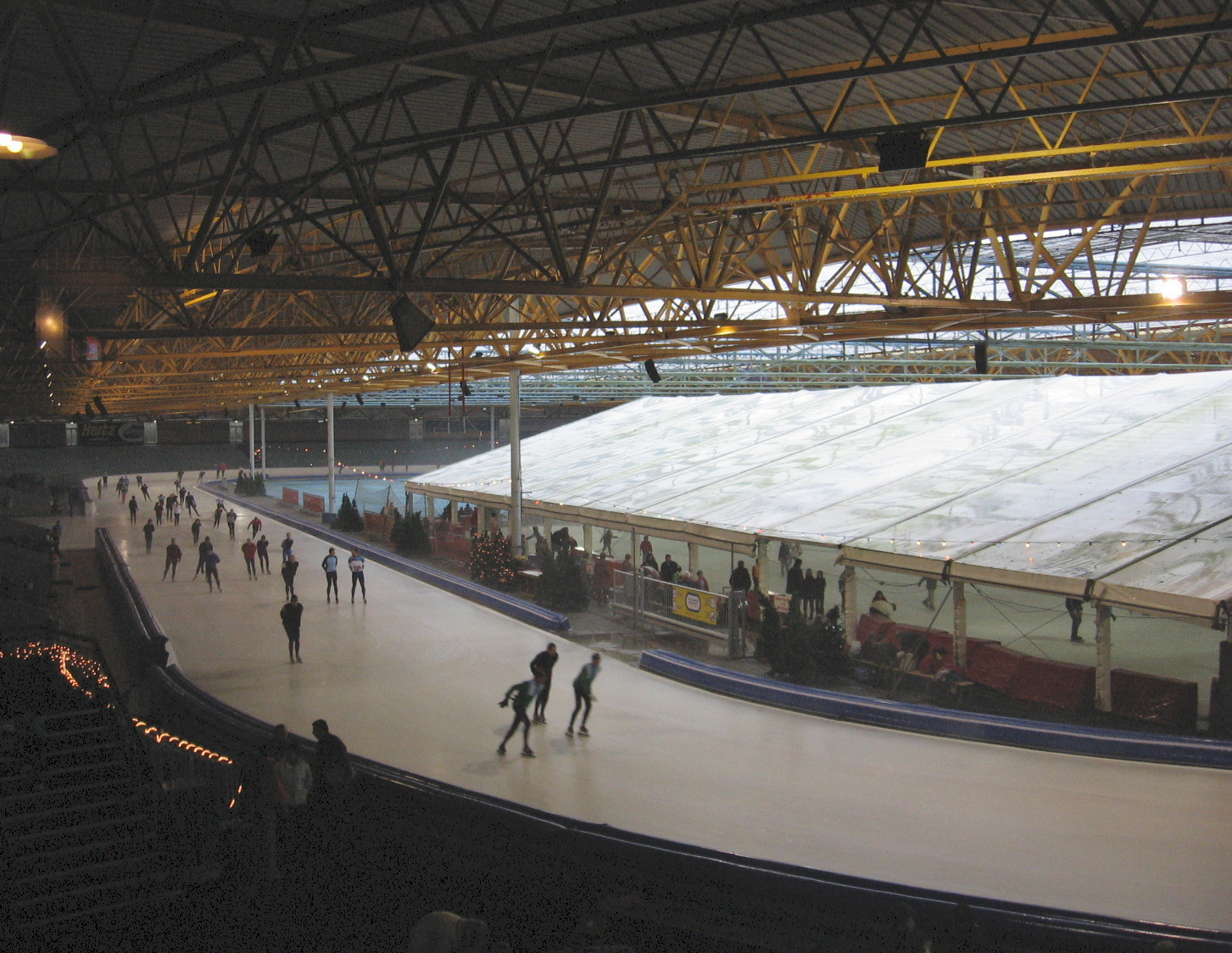
De Uithof, Den Haag
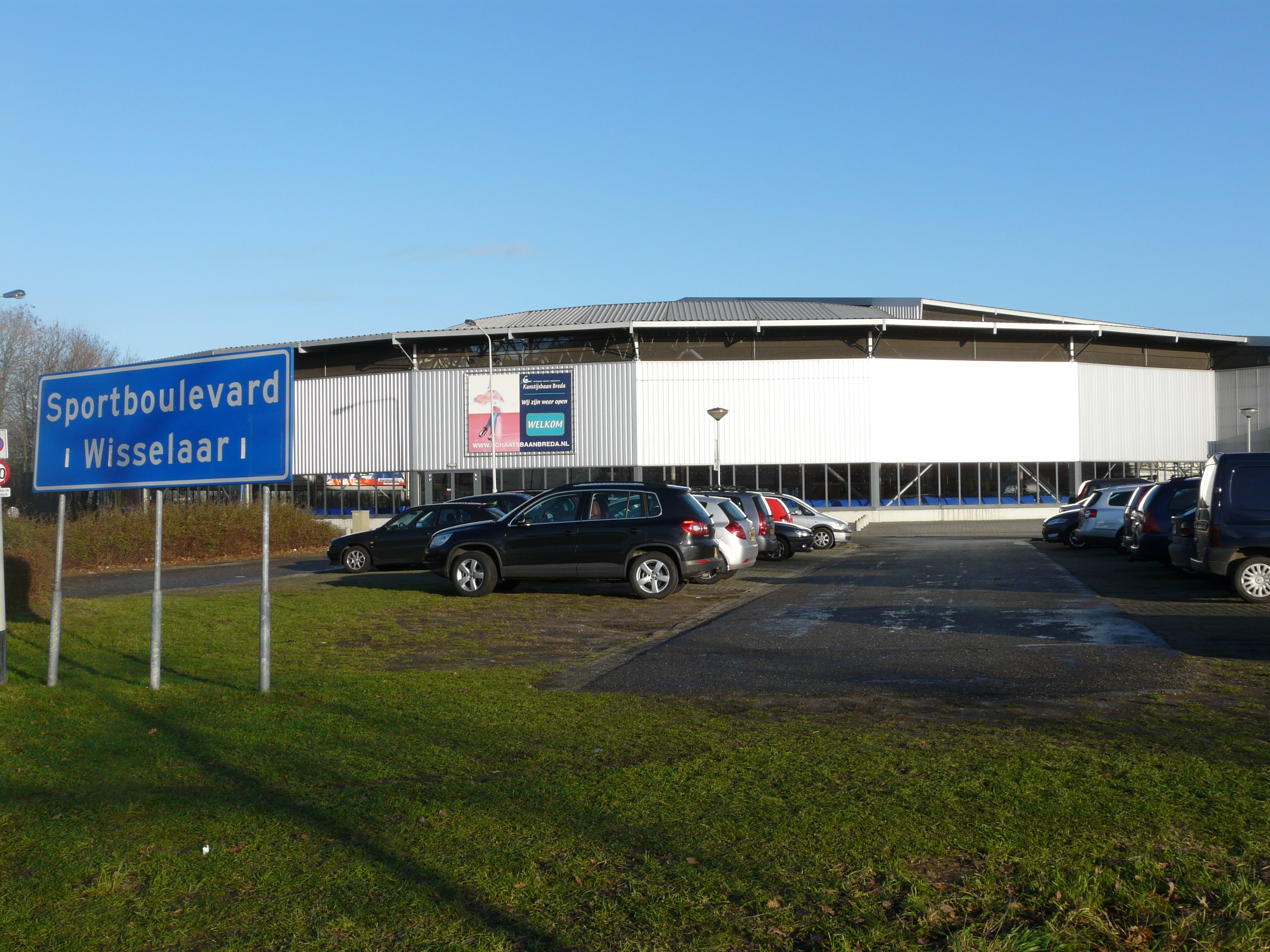
SpaarSelect Kunstijsbaan, Breda
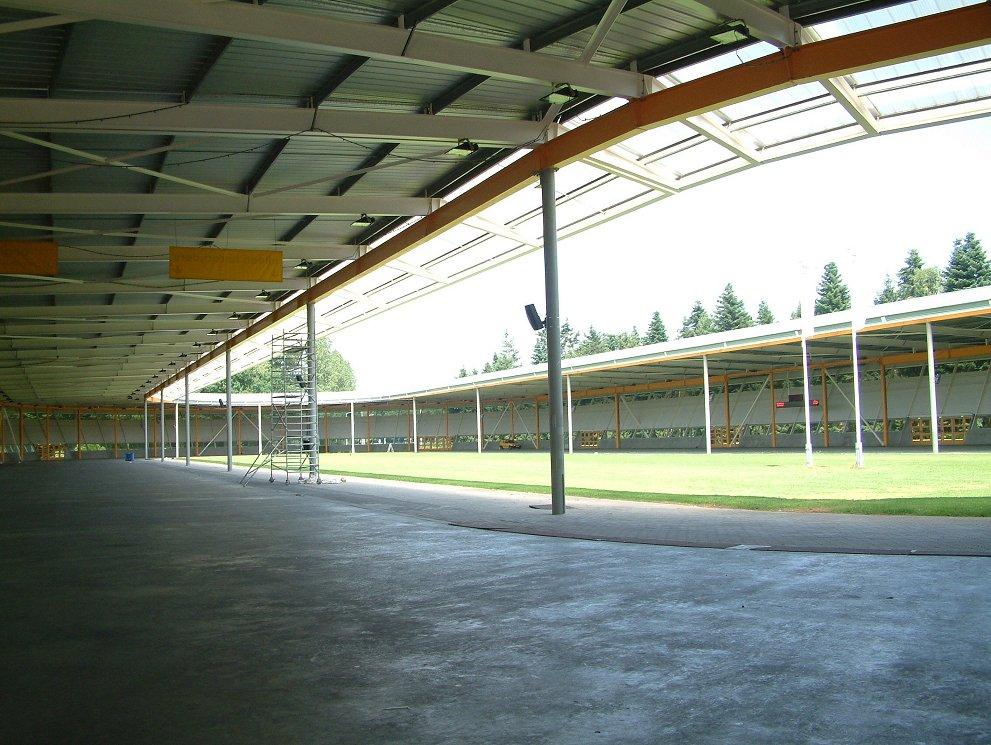
IJssportcentrum Eindhoven, Eindhoven
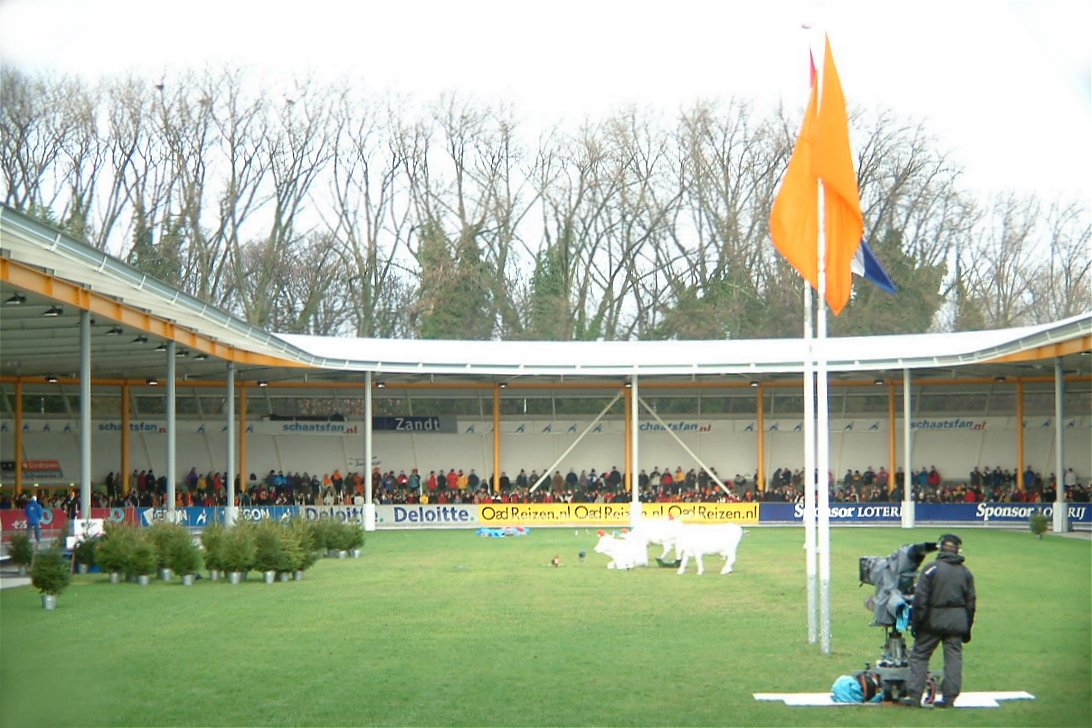
IJssportcentrum Eindhoven, Eindhoven
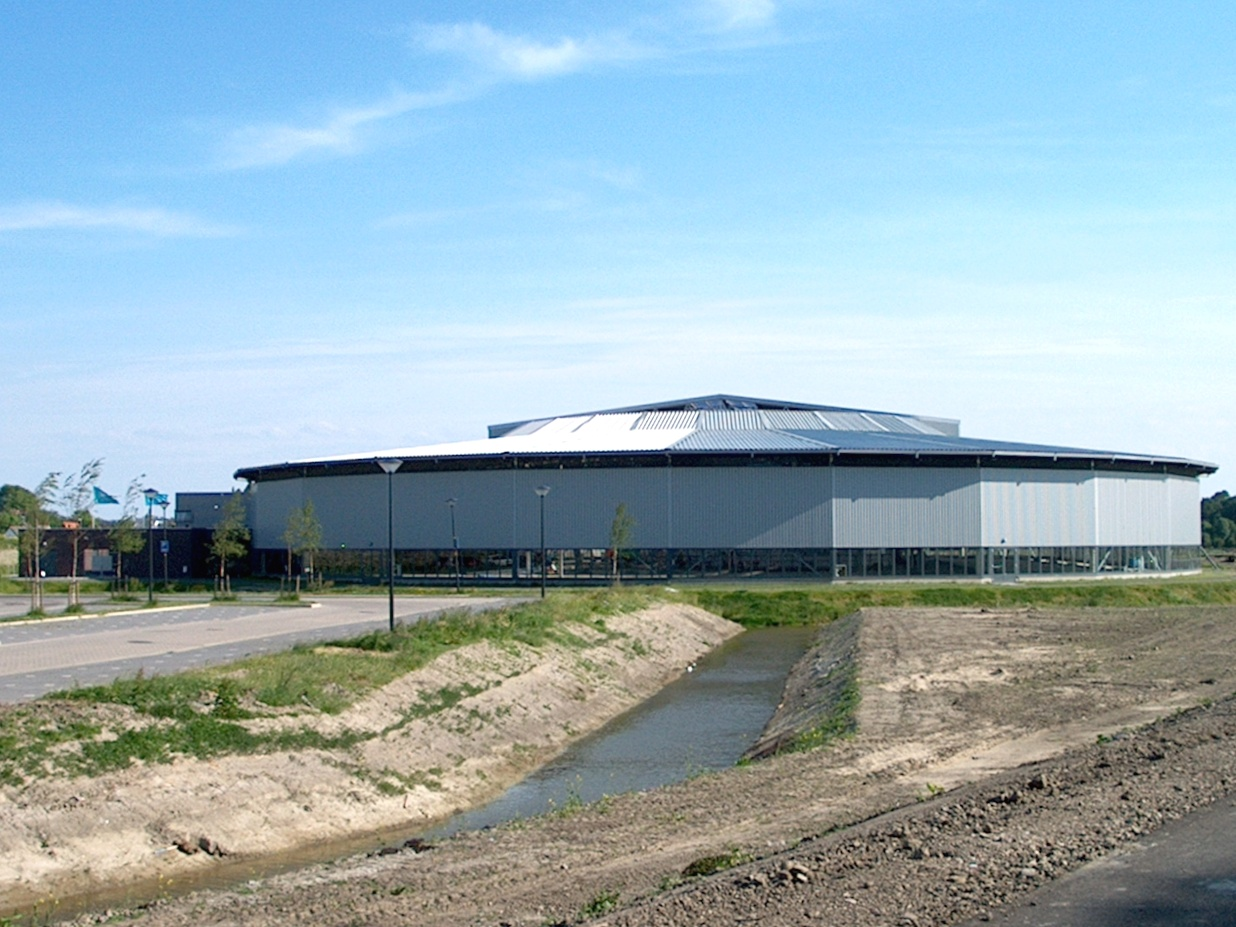
De Westfries, Hoorn

## Freiluftbahnen
Freiluftbahnen unterscheiden sich zwischen denen aus Natureis wie Seen, Flüsse oder geflutete Flächen und denen die durch Kühlsysteme künstlich erzeugt wurden. Es gibt über 180 400 Meter lange Freiluftbahnen, die sich weltweit im Trainings- und Wettkampfbetrieb befinden. Von diesen sind 76 aus künstlichem Eis.
Diese Liste ist nicht vollständig und zeigt eine Auswahl von künstlichen und natürlichen Freiluftbahnen.
| Ort                    | Bahn                                    | Höhen- lage (m) | Eistyp   | Erbaut            | Olympische Spiele |
| ---------------------- | --------------------------------------- | --------------- | -------- | ----------------- | ----------------- |
| Innsbruck              | Olympia Eisstadion Innsbruck            | 586             | Kunsteis | 1963              | 1964, 1976        |
| Sarajevo               | Olympiahalle Zetra                      | 564             | Kunsteis | 1983              | 1984              |
| Québec                 | Gaétan Boucher Oval                     | 103             | Kunsteis | 1978              |                   |
| Davos                  | Eisstadion Davos                        | 1536            | Natureis | 1894              |                   |
| St. Moritz             | Badrutts Park                           | 1856            | Natureis | 1921              | 1928, 1948        |
| Studnice u Hlinska     | Hamry See                               | 595             | Natureis | 2. Januar 2009    |                   |
| Kopenhagen             | Peblingesøen                            | 1               | Natureis | 1888              |                   |
| Kopenhagen             | Genforeningspladsen                     | 15              | Kunsteis | 17. November 2001 |                   |
| Berlin                 | Horst-Dohm-Eisstadion                   | 74              | Kunsteis | 1974              |                   |
| Chemnitz               | Eissportkomplex Küchwald                | 410             | Kunsteis | 1974              |                   |
| Frankfurt am Main      | Eissportbahn Frankfurt                  | 98              | Kunsteis | 1981              |                   |
| Garmisch-Partenkirchen | Rießersee                               | 806             | Natureis | 1900              | 1936              |
| Grefrath               | Eissportzentrum Grefrath                | 40              | Kunsteis | 1975              |                   |
| München                | Eisstadion am Ostpark                   | 532             | Kunsteis | 1981              |                   |
| Helsinki               | Oulunkylä Liikuntapuisto                | 39              | Kunsteis | 1977              |                   |
| Albertville            | Stade de Patinage Olympique             | 331             | Kunsteis | 1991              | 1992              |
| Chamonix               | Stade Olympique de Chamonix             | 1034            | Natureis | 1909              | 1924              |
| Grenoble               | Anneau de vitesse                       | 220             | Kunsteis | 1966              | 1968              |
| Budapest               | Városligeti Műjégpálya                  | 115             | Kunsteis | 1968              |                   |
| Baselga di Pinè        | Ice Rink Piné                           | 998             | Kunsteis | 1985              |                   |
| Cortina d’Ampezzo      | Misurinasee                             | 1756            | Natureis | 1953              | 1956              |
| Klobenstein            | Ritten Arena                            | 1173            | Kunsteis | 1989              |                   |
| Karuizawa              | Wind Park Skating Rink                  | 936             | Kunsteis | Dezember 2001     |                   |
| Sapporo                | Makomanai-Stadion                       | 75              | Kunsteis | Dezember 1970     | 1972              |
| Almaty                 | Medeo                                   | 1691            | Kunsteis | 28. Dezember 1972 |                   |
| Jeonju                 | Jeonju Indoor Ice Rink                  | 42              | Kunsteis | Dezember 1996     |                   |
| Ulaanbaatar            | Central Stadium Ulaanbaatar             | 1291            | Natureis | 1968              |                   |
| Amsterdam              | Jaap Edenbaan                           | 0               | Kunsteis | 1961              |                   |
| Ede                    | Schuttersveld                           | 12              | Natureis | 1990              |                   |
| Larvik                 | Fram Stadion                            | 8               | Kunsteis | 1976              |                   |
| Oslo                   | Bislett-Stadion                         | 37              | Natureis | 1909              | 1952              |
| Oslo                   | Valle Hovin                             | 92              | Kunsteis | 1966              |                   |
| Tønsberg               | Tønsberg Kunstisbane                    | 57              | Kunsteis | 1996              |                   |
| Trondheim              | Leangen Kunstis                         | 60              | Kunsteis | 1979              |                   |
| Warschau               | Tor Stegny                              | 82              | Kunsteis | 1979              |                   |
| Miercurea Ciuc         | Patinoarul Vákár Lajos                  | 660             | Kunsteis | 1952              |                   |
| Nischni Nowgorod       | Dinamo Stadion Gorki                    | 162             | Kunsteis | 1933              |                   |
| Tscheljabinsk          | Inga Stadion                            | 261             | Natureis | 1982              |                   |
| Eskilstuna             | Isstadion Eskilstuna                    | 16              | Kunsteis | 1967              |                   |
| Östersund              | Nya Fyrvalla                            | 347             | Natureis | Dezember 2010     |                   |
| Sundsvall              | Gärdebanan                              | 25              | Kunsteis | 1976              |                   |
| Kiew                   | Ledovij Stadion                         | 178             | Kunsteis | 1976              |                   |
| Butte                  | US High Mountain Altitude Sportcenter   | 1688            | Kunsteis | 1987              |                   |
| Lake Placid            | James B. Sheffield Olympic Skating Rink | 568             |          | 1972              | 1932, 1980        |
| Roseville              | Guidant John Rose Minnesota Oval        | 276             | Kunsteis | 1993              |                   |
| Squaw Valley           | Olympic Skating Rink                    | 1876            | Kunsteis | 1959              | 1960              |

Die Bahn wird nicht mehr für den Eisschnelllauf benutzt

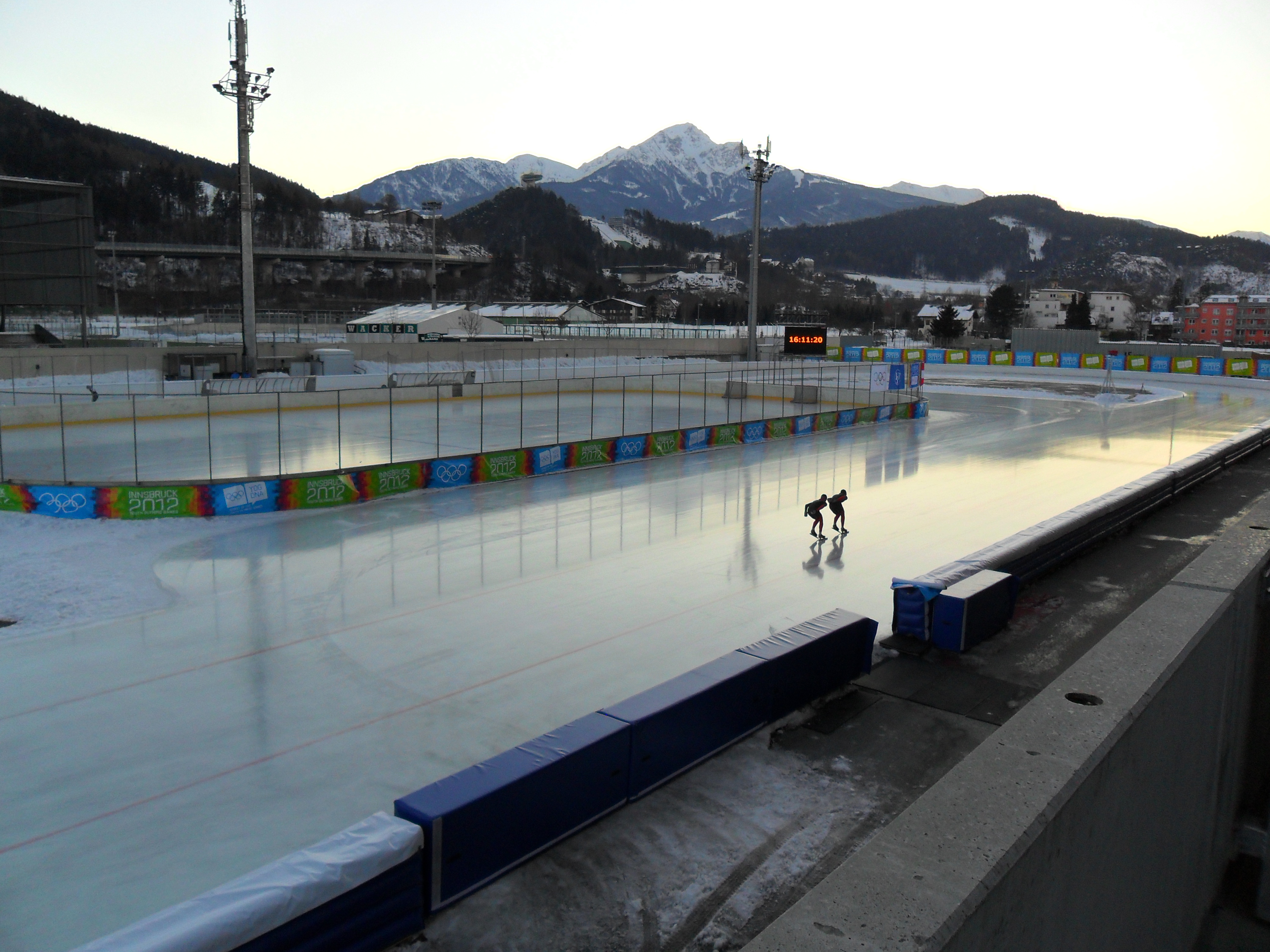
Olympia Eisstadion Innsbruck, Innsbruck
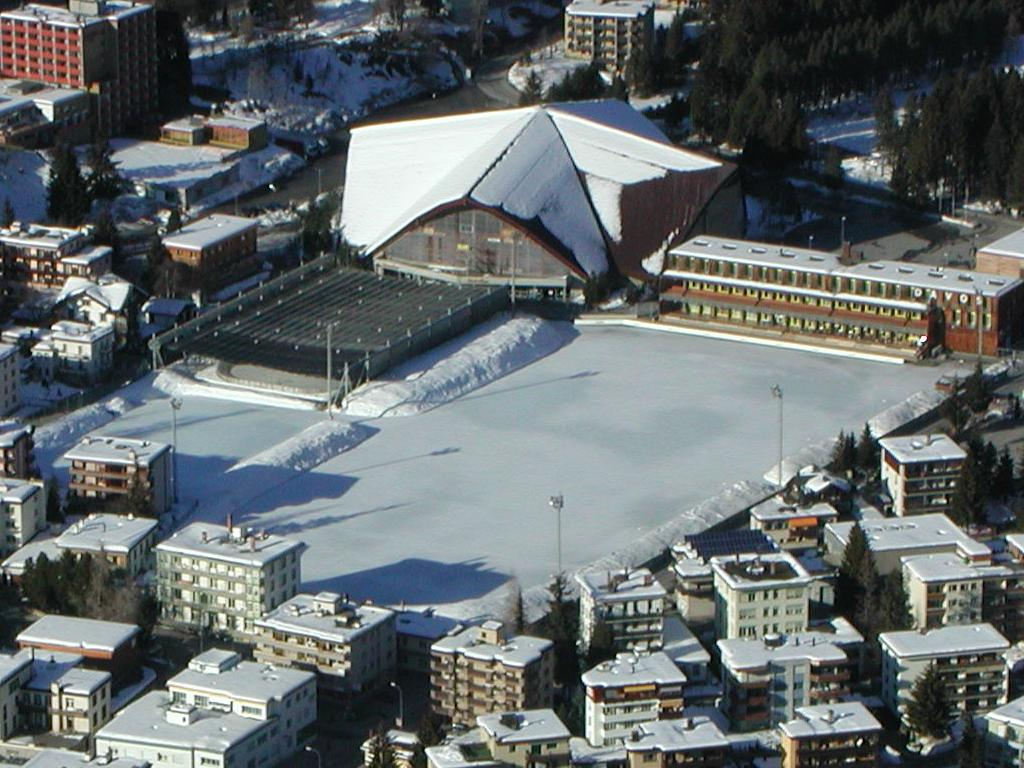
Eisstadion Davos (Natureis), Davos
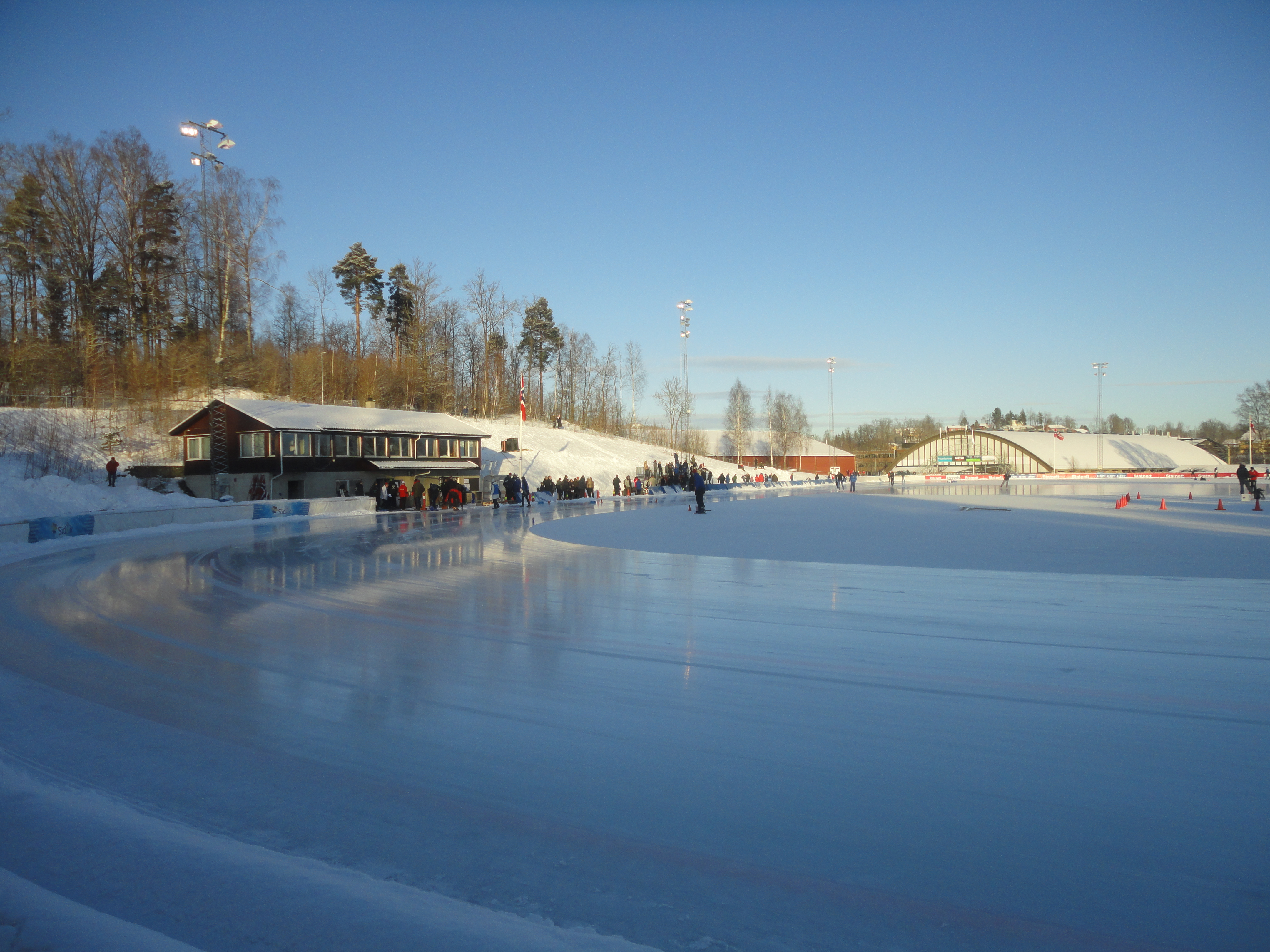
Risenga Kunstisbane, Asker
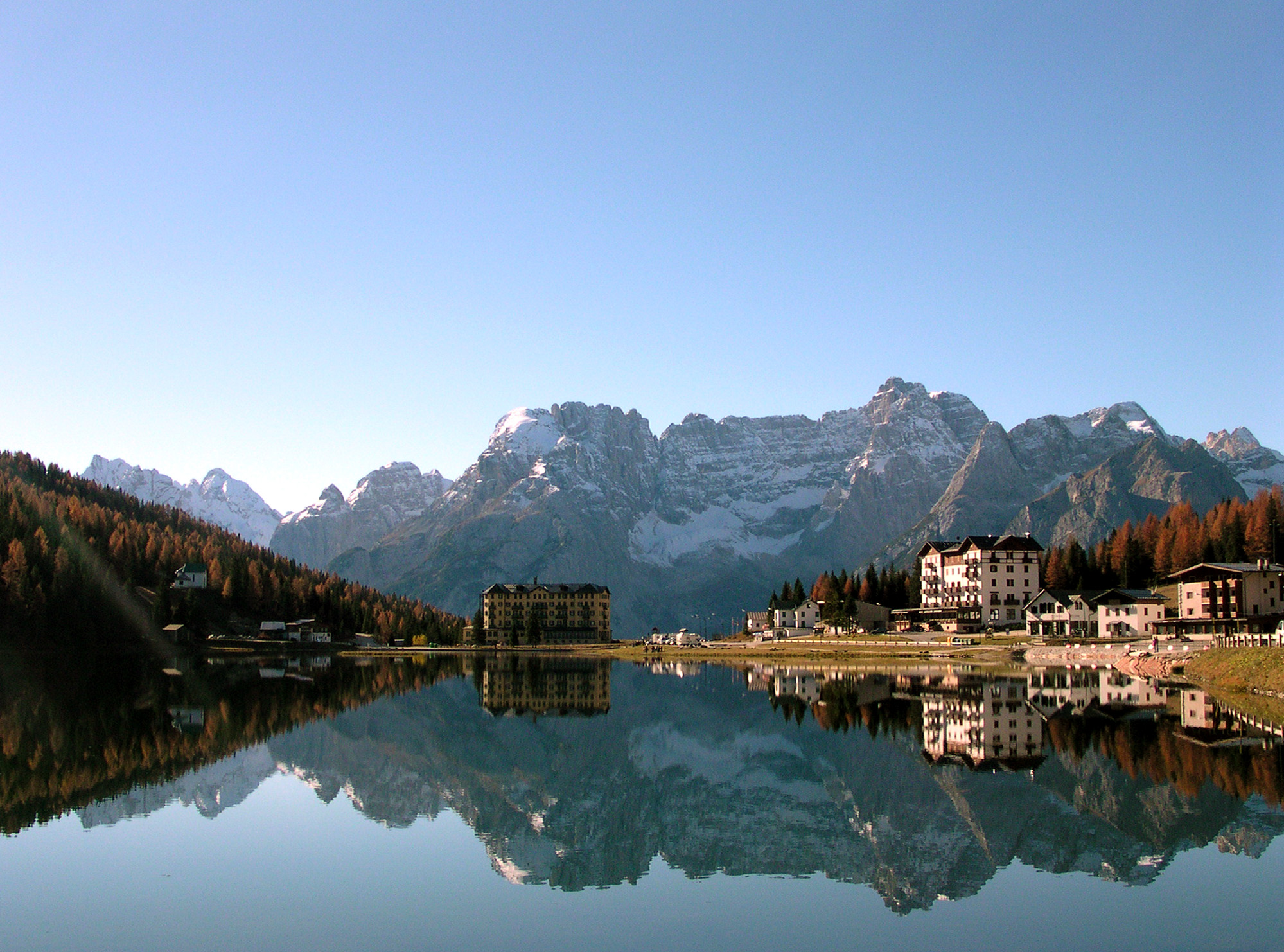
Misurinasee (Natureis)
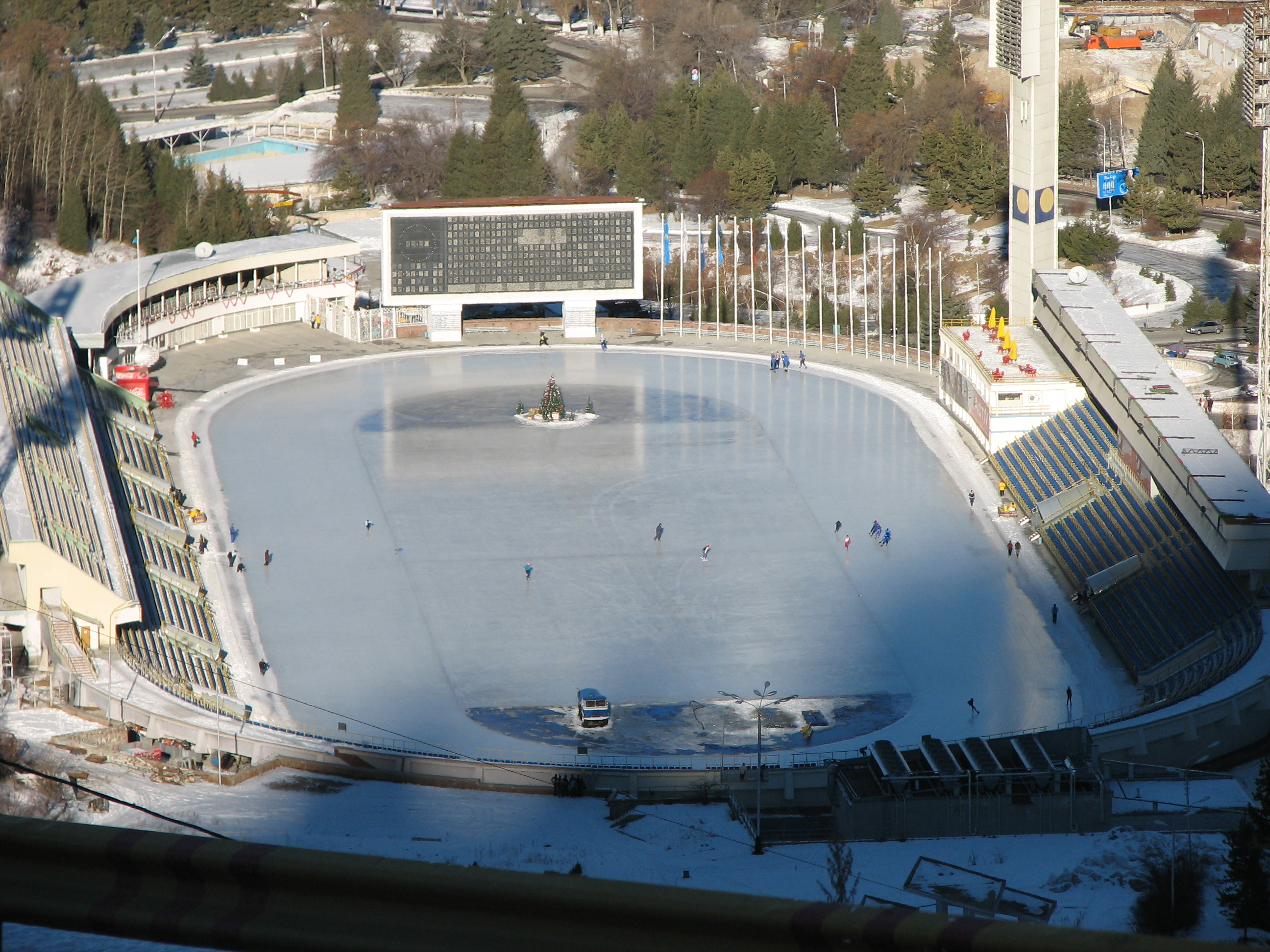
Medeo, Almaty

## Kombinationen mit anderen Sportarten
Wenige Bahnen sind gebaut auch für Bandy, wie z. B. Vikingskipet, Eispalast Krylatskoje, und Medeo.